# Битва при Мантинее (362 до н. э.)
Битва при Мантинее (др.-греч. Μάχη τῆς Μαντινείας) произошла в 362 до н. э. между фиванцами, ведомыми Эпаминондом и поддерживаемыми Аркадией и Беотийским союзом, с одной стороны, и спартанцами, возглавляемыми царём Агесилаем II, которого поддерживали элидяне, афиняне и мантинейцы, с другой. Битва, инициированная Эпаминондом, была призвана распространить гегемонию Фив на всю территорию Греции.

## События, предшествовавшие битве
После того как битва при Левктрах в 371 до н. э. подорвала гегемонию Спарты, фиванский политический лидер и полководец Эпаминонд предпринял попытку создать новую гегемонию — уже вокруг своего полиса. С этой целью фиванская армия, в основном, с фокидянами и фессалийцами, направилась в Пелопоннес, объединившись со своими союзниками, главным образом с аркадянами, аргивянами и элейцами. Союзники убедили фиванского лидера вторгнуться в Лаконику, указывая на малочисленность спартанцев. Имея приблизительно семидесятитысячную армию, Эпаминонд совершил поход в Лаконику и разорил её. Из-за упорного сопротивления спартанцев во главе с Агесилаем захватить саму Спарту Эпаминонд не смог.
После ряда походов в Пелопоннесс Эпаминонд отторг от Спарты Мессению, организовал Аркадский союз (федерацию городов-государств в центральной части Пелопоннесского плато) и основал на юге Аркадии город Мегалополь с целью ограничить влияние Спарты на Пелопоннесе и обеспечить этим полный переход этой территории под контроль Фив. (основанного фиванцами в качестве столицы Аркадии во время своего последнего пребывания на Пелопоннесе).
За несколько лет до битвы при Мантинее спартанцы во главе с сыном Агесилая Архидамом одержали победу в крупной битве над аркадянами и аргивянами (битва была названа Бесслёзной, так как по легенде из спартанцев в этом сражении никто не погиб), а также заключили союз с элидянами, имевшими территориальные претензии к аркадцам), в попытке подорвать влияние союза. Когда однажды аркадцы просчитались и захватили общеэллинскую святыню — храм Зевса в Олимпии, один из аркадских городов-государств, Мантинея, отделился от союза. Спартанцы и элидяне объединились с мантинейцами для нападения на Аркадский союз. Афины решили поддержать спартанцев, поскольку не желали спокойно смотреть на рост могущества Фив. Афиняне также припомнили, что когда в конце Пелопоннесской войны фиванцы потребовали разрушения Афин и превращения всех жителей города в рабов, Спарта отклонила эти требования. Афинская армия, выделенная в помощь силам, объединённым под руководством спартанцев, была направлена морем, чтобы не быть перехваченной фиванцами на суше. Тогда Эпаминонд повёл фиванскую армию на Пелопоннес, чтобы попытаться вновь утвердить здесь фивано-аркадскую гегемонию.

## Ход сражения
Две армии встретились у Мантинеи летом 362 до н. э.. Отборная, элитная часть фиванской армии, несколькими днями раньше возглавляемая лично Эпаминондом, атаковала саму Спарту, когда основная часть спартанцев под предводительством своего царя Агесилая, была на марше в Аркадию. Несмотря на неожиданность нападения и численный перевес, беотийцы потерпели поражение и отступили.
В битве за Спарту отличился молодой спартанский воин Исад, который бился в гуще врагов абсолютно нагим и обмазанный маслом, держал в руках меч и копьё, поверг всех, кто решался с ним сразиться. После битвы герой даже не был ранен. «Виновником» же победы был Архидам, который с сотней спартанцев атаковал врага в самых горячих точках города и вытеснил многочисленных фиванцев из Спарты. Немного позже у Мантинеи афинская конница столкнулась с фиванской и фессалийской. Перевес в численности был также на стороне Фив, обе стороны понесли большие потери, но победа осталась за афинянами.
Ряд неудач не давал Эпаминонду иного выбора, кроме как одержать победу в новой генеральной битве. Фиванская армия, несколько усиленная отрядами из городов-государств Беотийского союза, была на треть больше спартанской. К ней также примкнули лояльные союзу аркадцы, главным образом из Мегалополя и Тегеи.
Компетентность и опыт обоих военачальников был велик. Эпаминонд применил успешно опробованную ещё в битве при Левктрах тактику, он организовал отряд беотийцев на левом фланге своей армии в виде необычно глубокой и плотной колонны гоплитов. Такое построение войск, известное как «эшелон», имело целью получить количественное превосходство в нужном участке сражения (другие источники называют применённое Эпаминдоном тактическое построение «косым клином»). Тактический приём позволил большой и плотной колонне беотийцев продавить неглубокую классическую фалангу спартанцев.
Эпаминонд лично возглавил беотийскую колонну. Фиванцы внезапным обманным манёвром атаковали и мощным натиском оттеснили правое крыло спартанцев, но и лакедемоняне доблестно держались, сам Эпаминонд был смертельно ранен спартанцем Антикратом. Были убиты и другие лидеры фиванцев — Иолаид и Даифант, которые должны были стать его преемниками вместо Пелопида, ранее погибшего в сражении против фессалийцев. Ход битвы был переломлен, фиванцы отошли на изначальные позиции, отступили и спартанцы. Заново начавшаяся битва могла решить судьбу Эллады и передать гегемонию победителю, но битва не состоялась. На смертном одре, услышав о смерти своих соратников, Эпаминонд дал фиванцам указание заключить мир, так как у них уже не осталось достойных лидеров для продолжения губительной для всей Эллады войны.

## Последствия битвы
Лишившись своего лидера, фиванцы потеряли надежду на гегемонию. Но и спартанцы, несмотря на последние военные успехи, были по-прежнему ослаблены внутренним кризисом, так что оказались не в силах её восстановить. Ослабив как Фивы, так и Спарту, битва при Мантинее создала предпосылки не только для временного усиления Афин, но и для последующего завоевания Греции Македонией, так как в Греции уже не осталось ни одного города, который мог бы добиться гегемонии и объединить греческие полисы против общей угрозы.
Рухнули все военно-политические объединения эллинов (кроме Второго афинского морского союза, фактически распавшегося через 6 лет после Союзнической войны). На территории Балканской Греции воцарился хаос, в котором большинство полисов были враждебны друг другу, заключались и расторгались военные договоры, конфликты между полисами вспыхивали по любому поводу, взаимно их ослабляя. В самих полисах шла непрерывная борьба между богатыми и бедными.
Выдающийся историк Ксенофонт, будучи современником описываемых событий и видя последствия битвы при Мантинее, написал, что прекращает свой труд по истории Греции и предоставляет продолжить его кому-нибудь другому.